# Percy Schmeiser
Percy Schmeiser, né le 5 janvier 1931 à Bruno (Saskatchewan, Canada) et mort le 13 octobre 2020, est un agriculteur canadien.
Il se spécialise dans l'hybridation et la culture du colza. Au début du XXIe siècle, il est devenu pour les opposants aux organismes génétiquement modifiés (OGM) un symbole de la défense des droits des agriculteurs indépendants et de la lutte contre les restrictions imposées sur les récoltes des plants génétiquement modifiés (PGM).

## Biographie
Percy Schmeiser reprend l'exploitation de son père en 1947. Maire de Bruno pendant vingt-cinq ans, jusqu'en 1988 , Percy Schmeiser a aussi été député de la circonscription de Watrous au parlement de la province de la Saskatchewan de 1967 à 1971 (Parti libéral de la Saskatchewan).
Fermier, suivant un mode de culture conventionnel, il cultive du canola depuis les années 1950. À partir de Brassica rapa (type dit argentin) il a développé au fil des ans sa propre variété de canola, adaptée à sa pratique, au climat des grandes plaines, au sol... en prélevant dans ses champs les graines destinées à être ressemées la saison suivante. Son exploitation s'étend sur 1,400 acres. En 1996, l’exploitation agricole de M. Schmeiser est cédée à Schmeiser Enterprises Ltd dont Percy Schmeiser et son épouse sont les seuls actionnaires et administrateurs. Il a aussi créé une entreprise de vente de machines agricoles.
Il voyage volontiers avec sa femme à travers le monde en morte saison. Il tente trois fois, sans succès, l'ascension de l'Everest au début des années 1990.
En 2000 Percy Schmeiser a reçu le prix du Mahatma Gandhi en Inde et le Right Livelihood Award (prix Nobel alternatif) au parlement suédois en décembre 2007.

## Contexte des affaires
Le 23 février 1993, les autorités canadiennes octroient à Monsanto Canada Inc - pour une durée de 17 ans- un brevet portant sur l'invention de gènes, conférant une résistance aux herbicides à base de glyphosate et de cellules contenant ces gènes. La législation canadienne sur les brevets ne protège donc pas, en droit, la plante elle-même, comme le fait la législation américaine, mais seulement les séquences génétiques insérées. Le trait génétique concerné par ce brevet est commercialisé sous le nom de Roundup Ready canola. Ce nom commercial indique que la graine est résistante à un herbicide vendu par Monsanto sous le nom commercial Roundup. À l'époque deux autres firmes commercialisent également leur propre variété de colza génétiquement modifiée pour résister à un herbicide. Bayer développe le Liberty Link canola. Pioneer commercialise les Clearfield cultivars tolérants à l'imidazolinone. Mais ni Bayer ni Pioneer ne recourent à la loi sur les brevets pour faire valoir leurs droits intellectuels : le Liberty Link  est une variété hybride ne supportant pas le ressemis. Pioneer a opté pour le Plant Breeders Rights Act.
En 1995, les autorités canadiennes autorisent la culture du Roundup Ready canola en plein champ. La mise en culture commence dès 1996. Le Canada est alors le premier pays au monde à pratiquer cette culture.
L’agriculteur qui veut cultiver du Roundup Ready canola doit conclure avec la firme Monsanto un accord de licence appelé Entente sur les utilisations technologiques (EUT). Par ce contrat, l'agriculteur abandonne le droit de conserver une partie de son grain d'une année à l’autre en vue de la ressemer. Il s'engage en outre à laisser Monsanto inspecter ses champs. Enfin ce contrat interdit à l'agriculteur d'utiliser un autre herbicide que le Roundup. Les dispositions de l'EUT seront modifiées et durcies en 2000.
En 2002, la Cour Suprême du Canada, mettant un terme au contentieux concernant l'Oncomouse (en), juge non brevetable les formes de vie supérieures (« higher life forms »).
Parallèlement aux procès opposant Schmeiser à Monsanto, le 10 janvier 2002 le Saskatchewan Organic Directorate (SOD) initie un recours collectif (class action) contre Monsanto et Aventis à propos du colza génétiquement modifié. L'avocat de Schmeiser, Terry Zakreski, est également celui du SOD.

## Monsanto versus Schmeiser: la première affaire
En 1997, après une application de Roundup dans ses champs, Percy Schmeiser découvre que certains plants de colza ont résisté à l'herbicide. Il conduit une deuxième application pour confirmer qu'il s'agit bien de colza Roundup Ready. Il décide toutefois de cultiver ses champs comme à son habitude et lors de la moisson, garde une partie des semences Roundup Ready pour les ressemer l'année suivante.
En 1998, les Schmeiser reçoivent un courrier de Monsanto leur reprochant d'avoir cultivé illégalement du Colza Roundup Ready ; par ce même courrier Monsanto propose aux Schmeiser une alternative : soit aller au procès soit accepter pour la saison suivante les termes du contrat semencier. Les Schmeiser refusant les termes de ce contrat, Monsanto engage une action en justice contre eux le 6 août 1998. Le 12 août un mandat autorise Monsanto à prélever 54 échantillons dans les champs de Schmeiser ; le mandat ne précise pas la méthodologie de collecte ; Schmeiser n'assiste pas à cette collecte. Les échantillons sont analysés en janvier 1999.
Le 10 août 1999, toute tentative d’accommodement ayant échoué, le procès s'annonce inévitable. Le lendemain, Schmeiser introduit une plainte contre Monsanto (Saskatchewan’s Court of Queen’s Bench) pour diffamation, violation de propriété et callous disregard envers l'environnement. De fait, des documents mis à jour lors des procédures judiciaires montreront que Monsanto s'est procuré des échantillons dans les champs de Schmeiser ou auprès des Humboldt Flour Mills sans avoir préalablement obtenu l'accord de Schmeiser. L'avocat de Schmeiser ne prévoit toutefois d'engager réellement cette action judiciaire qu'après la conclusion, qu'il espère positive pour son client, de la première action intentée par Monsanto.
Le 26 août 1999, Schmeiser soumet à analyse les 27 échantillons récoltés en 1998 à l'université du Manitoba. Quinze de ces échantillons ne germent pas et les douze autres montrent une contamination allant de 0 à 62 %.
Un premier procès, devant une Cour fédérale du Canada, se déroule du 5 au 20 juin 2000, à Saskatoon (Saskatchewan). Le juge Mackay rend son jugement, défavorable à Schmeiser, le 29 mars 2001 . Le 15 mai 2002, cette décision est portée en appel ; le 4 septembre 2002 la Cour fédérale d'appel maintient la décision du juge de première instance. Entretemps un rapport officiel du Canadian Biotechnology Advisory Committee envisage en juin 2002 de reconnaître le droit des agriculteurs à ressemer même des semences couvertes par un brevet,. Schmeiser demande l’autorisation de comparaître devant la Cour suprême du Canada : en mai 2003, la Cour suprême du Canada fait savoir qu'elle examinera cette affaire. Cette procédure  commence le 20 janvier 2004. Le 21 mai 2004, la Cour prononce un jugement favorable à Monsanto.
Parallèlement à cette affaire, Monsanto engage un autre procès en 2001 portant sur le paiement des frais de procédure.
En octobre 2004, Louise Schmeiser, assisté de son époux, intente un procès à Monsanto auprès de la Cour de Humbolt. Mme Schmeiser réclame à la société 140 $, soit le coût d'extraction du colza qui a poussé dans son jardin,. L'affaire est examinée le 21 mars 2005.
Le 19 mars 2008, un jour avant l'ouverture du procès, Monsanto et les Schmeiser concluent un "out of court agreement" établissant la responsabilité de Monsanto dans la contamination des champs de soja de Percy Schmeiser.

### Jugement du 29 mars 2001
Initialement, en 1998, Monsanto accuse Schmeiser d'avoir contrevenu deux fois à ses droits : d'abord en achetant illégalement des semences Round up ready à d'autres fermiers pour ses semis de l'année 1997, ensuite en recueillant des grains de cette récolte pour les semis de 1998. Entre le lancement de la procédure, en août 1998, et le début du procès, en juin 2000, Monsanto revient sur une partie de ses accusations : la firme n'accuse plus Schmeiser  d'avoir obtenu illégalement des semences de canola Roundup Ready d’un ou de plusieurs utilisateurs autorisés, afin d’ensemencer ses champs en 1997. Monsanto  maintient toutefois l'accusation d’atteinte à ses droits de propriété intellectuelle.
Les parties déposent leurs closing statements  les 13 et 14 juin 2000.
Monsanto accuse Schmeiser d'avoir contrevenu à la loi sur les brevets en utilisant, reproduisant et vendant, sans autorisation ni licence, des plantes contenant des gènes protégées par le brevet No. 1,313,830 (Roundup Ready Canola).
Monsanto cite le témoignage de deux douzaines de témoins et s'appuie sur les analyses des échantillons issus de huit parcelles de Schmeiser. Ces échantillons, analysés soit par des experts salariés de Monsanto soit par des experts commissionnés par la firme, montrent une contamination à 90 %.
Monsanto demande  $ 400 000 dollars de réparation (soit $ 250 000 de frais d'avocat plus $ 105 000 correspondant à la valeur estimée de la récolte de Schmeiser de 1998 plus $ 13 500 ($ 15 par acre) de redevance d'utilisation de la technologie et enfin  $ 25 000 d'amende).
M. Schmeiser affirme n'avoir jamais acheté de semence de Monsanto , ses semis de 1997 provenant de grains prélevés dans sa récolte de 1996. Il reconnaît toutefois que le colza transgénique de Monsanto contamine plus de 320 hectares de ses terres. Il explique la présence de CRR dans ses champs soit par une pollinisation par le vent, soit par la dispersion de graines accidentellement tombées de camions roulant sur des routes adjacentes à ses champs.
Les analyses confiées par Schmeiser à des chercheurs de l'université de Manitoba, Lyle Friesen et René C. Van Acker, montrent seulement une contamination variant de 0 à 68 %.
Le 29 mars 2001, le juge Andrew McKay de la Cour fédérale du Canada rend un jugement, en faveur du détenteur de brevet déclarant  "qu'il était probable que Schmeiser avait agi sans l'autorisation de Monsanto" et qu'il savait ou aurait dû savoir qu'il avait du colza transgénique sur ses terres. Le juge fonde son jugement sur un faisceau de présomptions concordantes ; la preuve de la fraude n'a pas été formellement apportée.
Schmeiser est condamné à payer outre la redevance de $15/acre (pour une surface de 1030 acres) au titre de la licence du brevet, les dommages équivalents à la valeur totale de sa récolte ($105,000). cependant le juge MacKay ne donne pas satisfaction à la demande d'une amende de $25 000 formulée par Monsanto. Il lui est fait interdiction de cultiver du Roundup Ready canola. Au lendemain de la décision du juge, Schmeiser s'interroge sur l'opportunité pour lui de relancer la procédure qu'il a initiée en 1999 et qu'il avait choisi de suspendre.
Le 23 mai, la valeur de la récolte que Schmeiser doit rembourser à Monsanto est fixée à $19,832 CAD (Monsanto en attendait 105 000).
Le 19 juin 2001, Schmeiser fait appel de la décision du juge MacKay.
Le 17 avril 2002 le juge MacKay fixera définitivement la somme des dépens (frais d'avocat de Monsanto, défraiement des témoins,...) à $153 000 CAD.

### Appel de 2002
Percy Schmeiser fait appel de la décision de première instance en contestant 17 éléments différents. Monsanto de son côté introduit un contre- appel, portant sur le montant de $ 19 832 établi par le juge, montant que la firme considère bien en deçà des $105 935 qu'elle a évalué.
La Cour siège du 15 au 16 mai 2002. La Cour rend son arrêt, numéro A-367-01, le 4 septembre 2002. Les trois juges de la Cour d'appel, habilités à statuer non sur le fond mais sur la seule validité des raisonnements du juge de première instance, reconduisent unanimement ce jugement. La Cour d'appel fédérale ne se prononce toutefois pas sur la question de la validité même du brevet.
Schmeiser doit donc à Monsanto $19,832 auxquels s'ajoutent les dépens pour un montant de $153,000 (en plus de ses propres frais d'avocats).

### Arrêt de la Cour Suprême du 21 mai 2004
La Cour suprême du Canada commence à examiner l'affaire le 20 janvier 2004.
En plus des parties en présence, la Cour entend les points de vue de différentes organisations : Canadian Canola Growers Association, Canadian Seed Trade Association, National Farmers Union. Le Conseil des Canadiens, emmenant derrière lui d'autres organisations, obtient également un statut d'intervenant.
Schmeiser avait appuyé son recours devant la Cour Suprême sur une précédente décision de celle-ci concernant l'Oncomouse (en). Schmeiser demande à la Cour Suprême de statuer sur la validité même du brevet de Monsanto sur une plante, en l’occurrence le Roundup Ready canola. Si la Cour suprême reconnait effectivement que les plantes comptent parmi les formes de vie supérieures, et qu'en tant que telles ne peuvent faire l'objet d'un brevet, elle rappelle que le brevet porte sur un gène et non sur la plante en son entier. Invoquant alors l'article 42 de la Loi sur les brevets, et bien qu'elle reconnût que les champs de Schmeiser aient pu être accidentellement contaminés par le pollen apporté par le vent, elle confirme néanmoins la culpabilité de Schmeiser. Schmeiser est déclaré coupable de contrefaçon.

« Monsieur Schmeiser pratique l’agriculture traditionnelle non biologique.  Pendant de nombreuses années, il a pris l’habitude de conserver et de cultiver ses propres semences. On peut constater la présence des semences visées par la plainte de Monsanto dans un champ de 370 acres, appelé le champ no 1, où M. Schmeiser a cultivé du colza en 1996.  En 1996, cinq autres producteurs de colza de la même région que M. Schmeiser ont planté du colza Roundup Ready.
Au printemps 1997, M. Schmeiser a semé les graines du champ no 1, qu’il avait conservées.  Des plantes ont poussé.  Il a pulvérisé du Roundup sur une parcelle de trois acres située en bordure de la route et a constaté qu’environ 60 pour 100 des plantes avaient survécu, ce qui indique que ces plantes contenaient le gène et la cellule brevetés de Monsanto.
À l’automne 1997, M. Schmeiser a récolté le colza Roundup Ready se trouvant sur la parcelle de trois acres qu’il avait pulvérisée de Roundup. Il ne l’a pas vendu. Il a préféré le conserver séparément et l’a entreposé pour l’hiver à l’arrière d’une camionnette recouverte d’une bâche.
En 1997, un enquêteur de Monsanto a prélevé des échantillons de colza dans les réserves routières contiguës à deux champs de M. Schmeiser.  Des tests ont révélé qu’ils contenaient tous du colza Roundup Ready.  En mars 1998, Monsanto a rendu visite à M. Schmeiser et l’a avisé qu’elle croyait qu’il avait cultivé sans licence du colza Roundup Ready.  Monsieur Schmeiser a néanmoins apporté les graines entreposées dans sa camionnette à une usine de traitement des semences, où elles ont été traitées afin de servir à l’ensemencement, ce qui les rendait inaptes à tout autre usage.  Monsieur Schmeiser a ensuite semé les graines traitées dans neuf champs d’une superficie totale d’environ 1 000 acres. »

.
En conséquence, la Cour suprême reconduit, mais en partie seulement, la peine assignée à Schmeiser par le juge de première instance. Schmeiser  est ainsi condamné à payer $15460 correspondant à la licence portant sur les surfaces emblavées. Cependant la Cour suprême exempte Schmeiser de l'obligation de verser à Monsanto le produit de la vente de sa récolte. Schmeiser échappe au paiement de ces $105 000 au motif qu'il n'a pas financièrement bénéficié de l'innovation technologique protégée par le brevet.
Quatre des neuf juges ont exprimé un avis divergent.
Par ailleurs, la Cour fait un devoir à chaque partie d'assumer ses propres dépens dans toutes les cours.

## Jugement de juin 2005
Le 28 juillet 2004, Louise Schmeiser, assisté de son époux, entame une procédure contre Monsanto auprès de la Cour de Humbolt. Mme Schmeiser réclame à la société 140 $, soit le coût d'extraction du colza qui a poussé en 2002 dans son jardin potager cultivé "en bio" depuis cinquante ans,. Le 18 octobre l'affaire est jugée recevable par le juge ; Monsanto, bien que minorant la plainte, demande un délai : l'affaire est examinée le 21 mars 2005 . Le 15 juin, le juge Dolores Ebert ne donne pas droit à cette plainte qu'il estime peu documentée : alors que le précédent jugement considérait qu'un Colza résistant à l'application de Round up était nécessairement du Colza Round up ready, le juge de Humbolt estime qu'il n'est pas prouvé que ce colza, pourtant résistant au Round up, soit du Round up ready, Schmeiser n'ayant pas documenté la concentration de l'herbicide appliqué.

## Entente hors cour de 2008: la deuxième affaire
À la suite de la décision de la Cour suprême de 2004, les Schmeiser abandonnent la culture du canola pour celles du blé, de la moutarde, des pois et de l'avoine. En 2005, constatant que du colza, qu'ils n'ont donc pas semé, pousse dans leurs cultures ils en informent Monsanto en leur demandant d'extraire ces plants de colza de leurs champs. Monsanto, qui a procédé entretemps à l'analyse du Colza confirmant qu'il s'agit bien de Round up Ready, accepte d’acquitter les frais inhérents à cette extraction à la condition que les Schmeiser s'engagent à garder le silence sur cette affaire et à ne jamais engager de procédure judiciaire contre eux. Ces conditions sont considérées inacceptables par les Schmeiser qui demandent une nouvelle fois à Monsanto d'enlever ces plants de colza de leurs champs. Sans réponse de Monsanto, ils font procéder à cette extraction, adressant ensuite la facture -660Cnd$ -à Monsanto. Cette dernière refusant de payer, les Schmeiser intentent à son encontre une action auprès d'une cour locale. Le 19 mars 2008, un jour avant l'ouverture du procès, Monsanto et les Schmeiser concluent une entente hors cour établissant la responsabilité de Monsanto dans la contamination des champs de Percy Schmeiser,.

## Impact et suites
L'arrêt de la Cour suprême du Canada de 2004 fut le premier au monde émanant d'une cour de haut rang à se prononcer sur un tel sujet. Très attendu, il a été et reste d'une importance extrême pour l'industrie biotechnologique.
Les six années de procédure liées à la première affaire tranchée en 2004 auront coûté à Schmeiser $400,000. Le montant des aides qu'il aura reçues a été de $200,000 ; Schmeiser aura dû mettre ses terres en hypothèques pour assurer sa défense. Grâce à l'aide  financière  abondant son fonds de soutien, Fight Genetically Altered Food Fund Inc, il a voyagé dans le monde entier ; ainsi il a été reçu par quasiment tous les ministres de l'environnement d'Amérique du Sud.
Fin 2005, aux États-Unis, un procès oppose 83 plaignants conduits par la Public Patent Foundation  à l'entreprise Monsanto (Organic Seed Growers and Trade Association (OSGATA), et al. v. Monsanto)(Larry Hoffman, L.B. Hoffman Farms Inc. and Dale Beaudouin v. Monsanto Canada, Inc. and Bayer Cropscience Inc.(2005 SKQB 225)). L'initiative d'Hoffman n'aboutit pas.

## Filmographie
- Percy est un film (2020) biopic réalisé par Clark Johnson, canado-américain-indien, qui retrace le combat de Percy Schmeiser dans le combat judiciaire qui l'oppose à Monsanto. Dans ce film, Christopher Walken joue le rôle de cet agriculteur.
- Percy Schmeiser - David versus Monsanto est un film documentaire (2010) réalisé par Bertram Verhaag[40].